# Briankusticzi
Briankusticzi (ros. Брянкустичи) – wieś (sieło) w Rosji, w obwodzie briańskim, w rejonie unieckim. W 2021 liczyła 534 mieszkańców.